# Blue Band

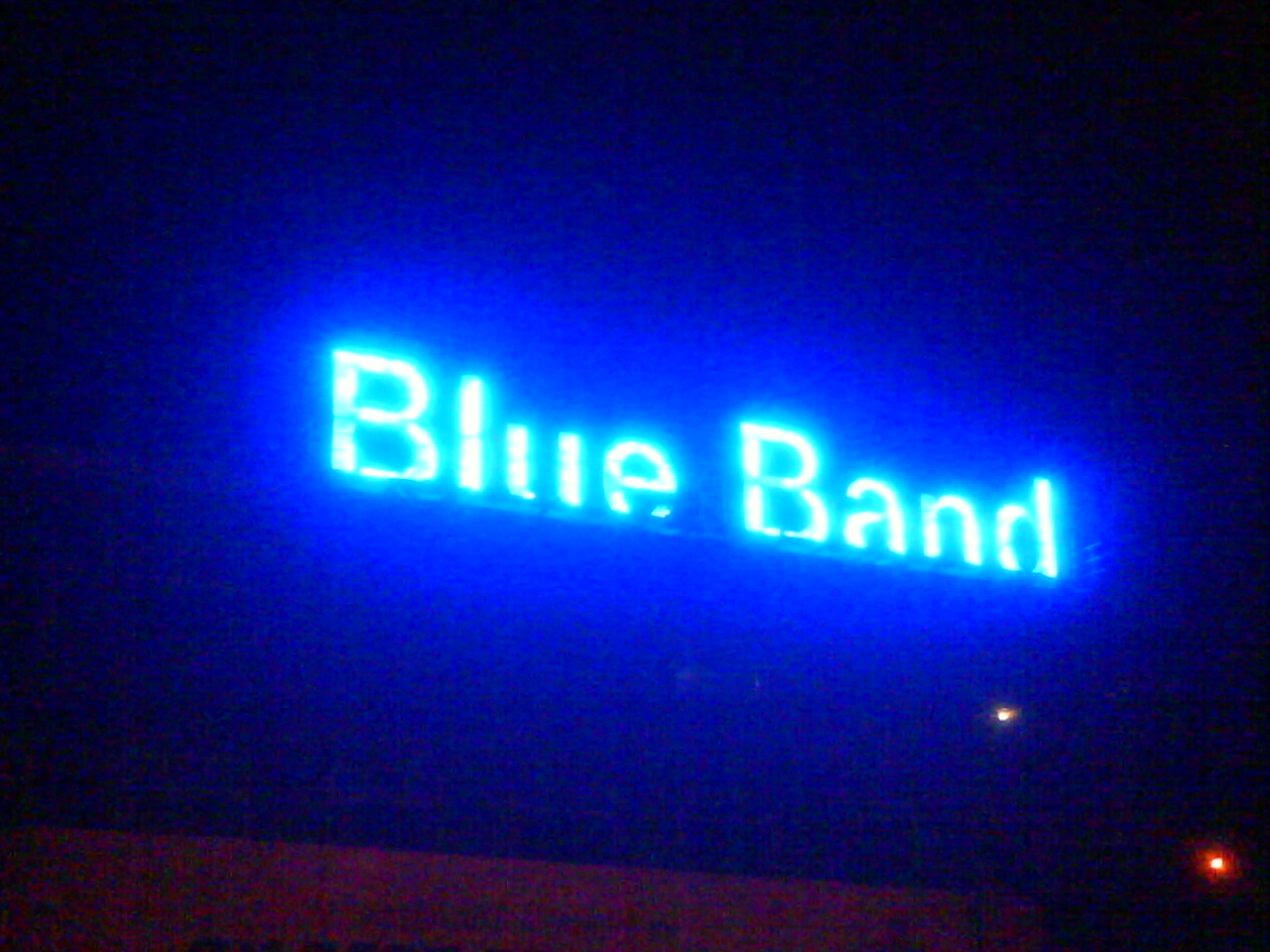
Blue Band-reclamebord op de Nassaukade, Rotterdam

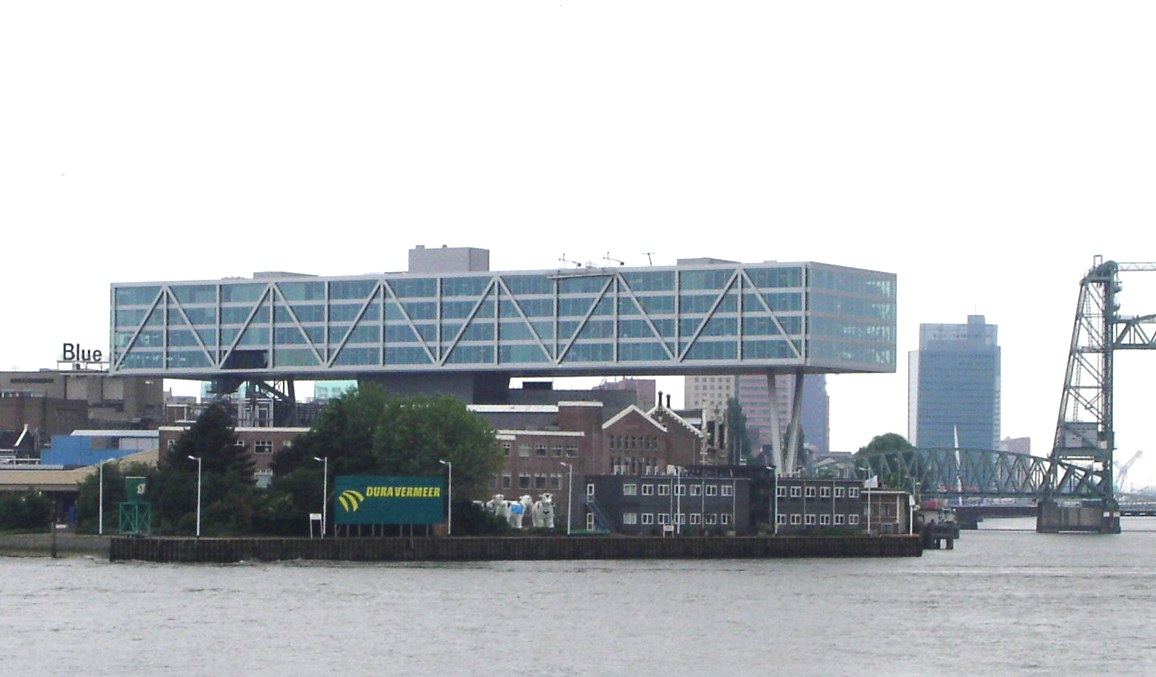
Unilever Nassaukade

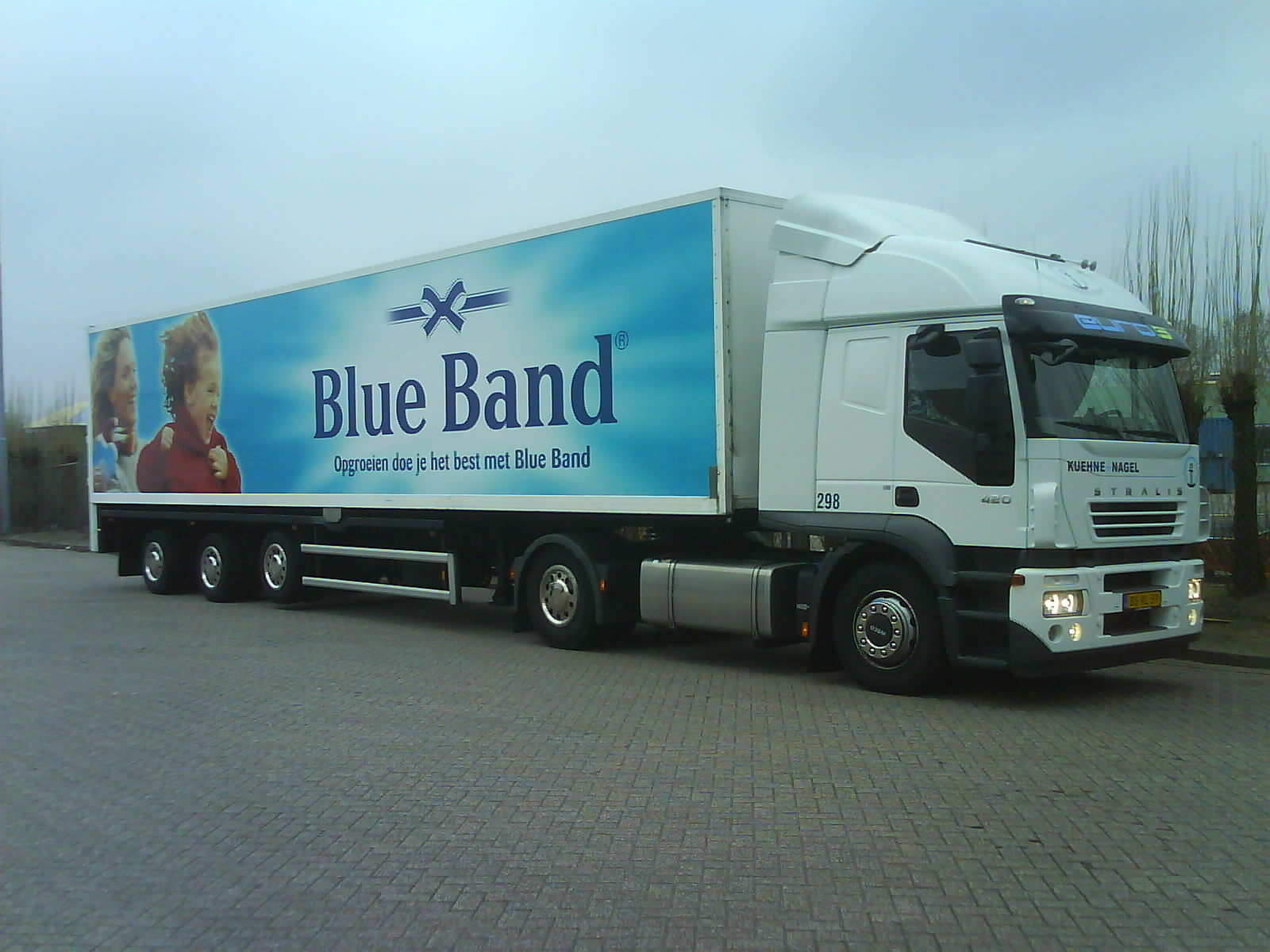
Blue Band oplegger met Iveco Stralis AT-trekker van vervoerder Kuehne + Nagel

Blue Band is een merk waaronder van oorsprong margarineproducten op de markt gebracht worden.
Blue Band is sinds 2018 een merk van Upfield van Kohlberg Kravis Roberts & Co. en was dat tot dan toe van Unilever. De producten van Blue Band zijn onder andere beschikbaar in Nederland, België, een aantal landen in Afrika en Indonesië. Blue Band werd in 1923 op de Nederlandse markt geïntroduceerd, maar was voordien al als exportmerk van Van den Bergh in het Verenigd Koninkrijk en België verkrijgbaar.

## Overzicht
Blue Band viel binnen Unilever onder de internationale "family brand", wat inhoudt dat de producten van Blue Band specifiek op gezinnen gericht zijn. Reclame van Blue Band benadrukt dan ook vaak het belang van goede voeding voor kinderen en de bouwstoffen die in margarine te vinden zouden zijn.
Een groot deel van de vaste Blue Band-margarines wordt in Rotterdam op de Nassaukade geproduceerd. Op deze fabriek staat een groot reclamebord van Blue Band, dat vanaf de Boompjes, rechtermaasoever, duidelijk zichtbaar was. Hierdoor werd de fabriek in Rotterdam vaak als Blue Band-fabriek aangeduid. In werkelijkheid maakte en maakt deze fabriek naast Blue Band nog veel andere margarinemerken, zowel voor de Nederlandse als de Europese markt. Na 2004, met de bouw van het nieuwe kantoor boven de fabriek, is dit reclamebord minder prominent zichtbaar geworden.

## Enkele huidige en vroegere producten
- Blue Band vloeibaar
- Blue Band Halvarine
- Blue Band Goede Start! voor op brood
- Blue Band Goede Start! Brood
- Blue Band Idee!
- Blue Band Soja Halvarine
- Blue Band Mix voor Pannenkoeken
- Blue Band Finesse
- Blue Band hazelnootpasta 80% minder suiker
- Blue Band Margarine, in Indonesië ook verkrijgbaar in een bekervorm of een blik
- Blue Band Roombeter

## Merknamen in het buitenland
De merknaam is niet overal dezelfde. Hier zijn andere merknamen in het buitenland:
- Bonella (Ecuador)
- Country Crock (Verenigde Staten)
- Doriana (Brazilië, Uruguay)
- Dorina (Chili, Ecuador)
- Flora (Finland)
- Imperial (Canada)
- La Perfecta (Panama)
- Milda (Zweden)
- Mirasol (El Salvador, Guatemala)

- Planta (België, Portugal)
- Planta Fin (Frankrijk)
- Primavera (Mexico)
- Rama (Colombia, Duitsland, Hongarije, Oekraïne, Oostenrijk, Polen, Rusland, Slowakije, Tsjechië, Zuid-Afrika, Zwitserland)
- Sana (Turkije)
- Stork (Ierland, Verenigd Koninkrijk, Zuid-Afrika)
- Tulipán (Spanje)
- Vitam (Βιτάμ) (Griekenland)

De merknamen Planta en Rama zijn ook in Nederland in de handel geweest.

## Varia
- Tot in de jaren 40 maakte Blue Band reclame met de leuze "versch gekarnd", waaraan wegens misleiding van de consument een einde kwam. Daarmee werd immers ten onrechte gesuggereerd dat het een zuivelproduct zou betreffen.
- In december 2023 kreeg Blue Band Roombeter het Gouden Windei van voedselwaakhond Foodwatch voor het meest misleidende product van het jaar.[4] Duizenden consumenten vonden de naam 'Roombeter' een misleidende variant van 'roomboter'.
- In 2011 had Blue Band (toen een merk van Unilever) ook al het Gouden Windei gekregen. In dat jaar ging de misleidingprijs naar Blue Band Goede Start!-witbrood.[5] Blue Band beweerde dat dit witbrood een goede vervanger was voor volkorenbrood. Volgens Foodwatch klopte dit niet, omdat er kunstmatige vezels op basis van houtsnippers aan het product waren toegevoegd.